# Dol aggravé
Pour les articles homonymes, voir Dol.
Le dol aggravé est un degré d'intention criminelle entrant dans la catégorie du dol spécial qui vient lui-même préciser le dol général. 
L'existence d'un dol aggravé suppose qu'il a été établie une préméditation antérieure à la commission de l'infraction (Article 132-72 du code pénal de 1994). La préméditation est alors une circonstance aggravante. Plus précisément pour les affaires de meurtre, la préméditation conduit à la requalification pénale du meurtre en assassinat (Article 221-3 alinéa premier).